# Riyad al-Maliki
Riyāḍ al-Mālikī (in arabo رياض المالكي‎?; Tulkarem, 1955) è un politico palestinese.
Ministro degli Esteri del 13º Governo dell'Autorità Nazionale Palestinese, di cui è anche portavoce. Ha ricoperto lo stesso ufficio anche nel 12º Governo palestinese ed è stato anche ministro dell'Informazione.
Ha conseguito una laurea triennale nel 1978 in Ingegneria civile nella Pontificia Università Saveriana in Colombia, prima di conseguire un M.Sc. in "Transportation, Planning, and Engineering" e un PhD in "Civil Engineering, Application of Artificial Intelligence" nella Polytechnic University di New York.
Lecturer nell'Università di Bir Zeit è stato un alto esponente del Fronte Popolare per la Liberazione della Palestina e ha fondato e diretto "Panorama", il Centro palestinese per la diffusione della democrazia e lo sviluppo comunitario, un'organizzazione non-governativa attiva nella società civile palestinese. Ha lavorato nel Dipartimento d'Ingegneria dell'Università Bir Zeit nel 1978 ed è diventato in quell'ateneo Direttore del Dipartimento d'Ingegneria civile.
 Ha ottenuto l'European Peace Prize nel 2000 a Copenaghen e il Premio Lombardia per la Pace in Italia nel 2005. È coordinatore del Programma arabo per il sostegno e lo sviluppo della democrazia, che raduna più di 12 istituzioni della società civile.

È stato Visiting professor in diverse università europee.
Quanto al suo programma strategico-politico, si è dichiarato favorevole a uno Stato palestinese indipendente accanto allo Stato d'Israele, qualificando come "un disastro" la possibilità di un unico Stato binazionale.
Sposato, ha tre figli e parla correttamente la lingua inglese e quella spagnola.